# Norops opalinus
Norops opalinus är en ödleart som beskrevs av  Gosse 1850. Norops opalinus ingår i släktet Norops och familjen Polychrotidae. Inga underarter finns listade i Catalogue of Life.